# Schizocyt

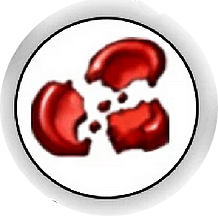
Schistocyt

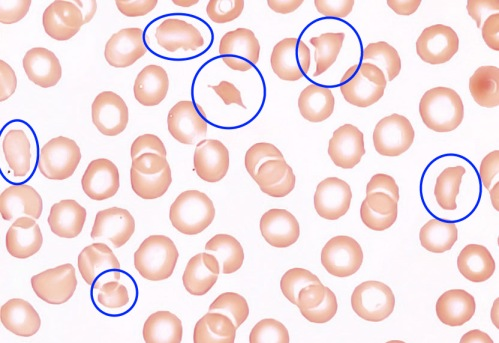
Dikkedruppelpreparaat van een patiënt met trombotische trombocytopenische purpura. Typische schistocyten zijn omcirkeld.

Een schistocyt of schizocyt (van het Griekse schistos voor "verdeeld" en kytos voor "hol" of "cel") is een gefragmenteerd deel van een rode bloedcel. Schistocyten zijn meestal onregelmatig gevormd, gekarteld en hebben twee puntige uiteinden. 
Verschillende microangiopathische ziekten, waaronder gedissemineerde intravasculaire coagulatie en trombotische microangiopathieën, genereren fibrinestrengen die rode bloedcellen doorsnijden terwijl ze proberen langs een trombus te bewegen, waardoor schistocyten ontstaan. 
Schistocyten worden vaak gezien bij patiënten met hemolytische anemie. Ze zijn vaak een gevolg van mechanische kunstmatige hartkleppen en hemolytisch-uremisch syndroom, trombotische trombocytopenische purpura, naast andere oorzaken.  
Overmatige schistocyten in het bloed kunnen een teken zijn van microangiopathische hemolytische anemie (MAHA). 

## Uiterlijk
Schistocyten zijn gefragmenteerde rode bloedcellen die verschillende vormen kunnen aannemen. Ze kunnen worden gevonden als driehoekig, helmvormig of kommavormig met puntige randen. Schistocyten blijken meestal microcytisch te zijn zonder centrale bleekheid. Er is meestal geen verandering in vervormbaarheid, maar hun levensduur is korter dan die van een normale rode bloedcel (120 dagen). Dit komt door hun abnormale vorm waardoor ze kunnen ondergaan hemolyse of worden verwijderd door macrofagen in de milt. 

## Pathofysiologie
Schistocytvorming vindt plaats als gevolg van mechanische vernietiging (fragmentatiehemolyse) van een normale rode bloedcel. Dit gebeurt wanneer er schade aan het bloedvat is en zich een stolsel begint te vormen. De vorming van de fibrinestrengen in de bloedvaten vindt plaats als onderdeel van het stolselvormingsproces. De rode bloedcellen komen vast te zitten in de fibrinestrengen en de pure kracht van de bloedstroom zorgt ervoor dat de rode bloedcel breekt. De resulterende gefragmenteerde cel wordt de schistocyt genoemd. 

## Schistocytentelling
Een normaal aantal schistocyten voor een gezond individu is <0,5%, hoewel de gebruikelijke waarden <0,2% blijken te zijn. Een schistocytentelling van >1% wordt het vaakst gevonden bij trombotische trombocytopenische purpura, hoewel ze vaker worden gezien binnen het bereik van 3-10% voor deze aandoening. Een schistocytentelling van <1% maar groter dan de normale waarde duidt op gedissemineerde intravasculaire stolling, maar is geen absolute diagnose. De standaard voor een schistocytentelling is een microscopisch onderzoek van een van uitstrijkje perifeer bloed . 

## Voorwaarden
Schistocyten op het perifere bloeduitstrijkje is een kenmerkend kenmerk van microangiopathische hemolytische anemie (MAHA). De oorzaken van MAHA kunnen zijn verspreide intravasculaire coagulatie, trombotische trombocytopenische purpura, hemolytisch-uremisch syndroom, HELLP-syndroom, slecht werkende hartkleppen enz.  In de meeste gevallen worden schistocyten gevormd door fibrinevorming en insluiting van rode bloedcellen, wat leidt tot fragmentatie als gevolg van de kracht van de bloedstroom in de bloedvaten. 

### Verspreide intravasculaire stolling
Gedissemineerde intravasculaire stolling of DIC wordt veroorzaakt door een systemische reactie op een specifieke aandoening, waaronder sepsis en ernstige infectie, maligniteit, obstetrische complicaties, massale weefselbeschadiging of systemische ziekten. Gedissemineerde intravasculaire stolling is een activering van de stollingscascade die meestal het gevolg is van een verhoogde blootstelling aan weefselfactor. De activering van de cascade leidt tot trombivorming die een ophoping van overmatige fibrinevorming in de intravasculaire circulatie veroorzaakt. De overtollige fibrinestrengen veroorzaken mechanische schade aan de rode bloedcellen, wat resulteert in de vorming van schistocyten en ook in trombocytopenie en consumptie van stollingsfactoren. Schistocytwaarden tussen 0,5% en 1% duiden meestal op DIC. 

### Trombotische trombocytopenische purpura
Trombotische trombocytopenische purpura of TTP wordt veroorzaakt door primaire bloedplaatjesactivatie . Trombotische trombocytopenische purpura leidt tot verhoogde hoeveelheden grote vonwillebrandfactor die zich vervolgens hechten aan geactiveerde bloedplaatjes en verdere bloedplaatjesaggregatie mediëren. Bloedplaatjes worden uiteindelijk verwijderd en de resulterende vorming van fibrinestrengen blijft. Deze fibrinestrengen veroorzaken samen met de stress van de bloedstroom fragmentatie van de rode bloedcellen, wat leidt tot de vorming van schistocyten. Bij TTP is een schistocytentelling tussen 3-10% gebruikelijk, maar >1% duidt op de ziekte. 

### Hemolytisch-uremisch syndroom
Hemolytisch-uremisch syndroom of HUS is hemolytische anemie, acuut nierfalen (uremie) en trombocytopenie. HUS wordt veroorzaakt door E. coli bloederige diarree en specifieke stammen van shigatoxine . De bacteriën in HUS veroorzaken schade aan het endotheel, wat resulteert in activering van bloedplaatjes en vorming van microtrombi. Rode bloedcellen komen vast te zitten in de fibrinestrengen van de microtrombi en worden afgeschoven door de kracht van de bloedstroom, wat leidt tot de vorming van schistocyten. 

### Defecte hartkleppen
Lekkende prothetische hartkleppen en andere hartondersteunde apparaten kunnen leiden tot microangiopathische hemolytische anemie (met schistocytvorming) en trombocytopenie. De kracht van de bloedstroom over de hogedrukgradiënt van de prothese leidt tot fragmentatie van rode bloedcellen en schistocytvorming. Dit is zeldzaam en komt slechts voor bij ongeveer 3% van de patiënten.